# Zielony Dwór (powiat kościerski)
Zielony Dwór (dodatkowa nazwa w j. kaszub. Zelony Dwór) – osada w Polsce położona w województwie pomorskim, w powiecie kościerskim, w gminie Lipusz.
Do końca 2015 roku stanowiła część wsi Tuszkowy.
Miejscowość znajduje się nad jeziorem Ostronko.